# Corbeil-Cerf
Corbeil-Cerf ist eine französische Gemeinde mit 332 Einwohnern (Stand 1. Januar 2022) im Département Oise in der Region Hauts-de-France. Sie gehört zum Arrondissement Beauvais, zur Communauté de communes des Sablons und zum Kanton Chaumont-en-Vexin.

## Geographie
Die Gemeinde Corbeil-Cerf liegt im Nordosten der Landschaft Vexin français, 16 Kilometer südlich von Beauvais.

## Bevölkerungsentwicklung
| Jahr                       | 1962 | 1968 | 1975 | 1982 | 1990 | 1999 | 2006 | 2013 | 2021 |
| -------------------------- | ---- | ---- | ---- | ---- | ---- | ---- | ---- | ---- | ---- |
| Einwohner                  | 220  | 224  | 245  | 243  | 259  | 290  | 315  | 343  | 306  |
| Quellen: Cassini und INSEE |      |      |      |      |      |      |      |      |      |

## Sehenswürdigkeiten
- Kirche Sainte-Honorine (13. und 16. Jahrhundert, seit 1966 als Monument historique eingetragen)[1]
- Schloss Corbeil-Cerf (16. Jahrhundert), 1966 und 1992 als Monument historique klassifiziert[2]

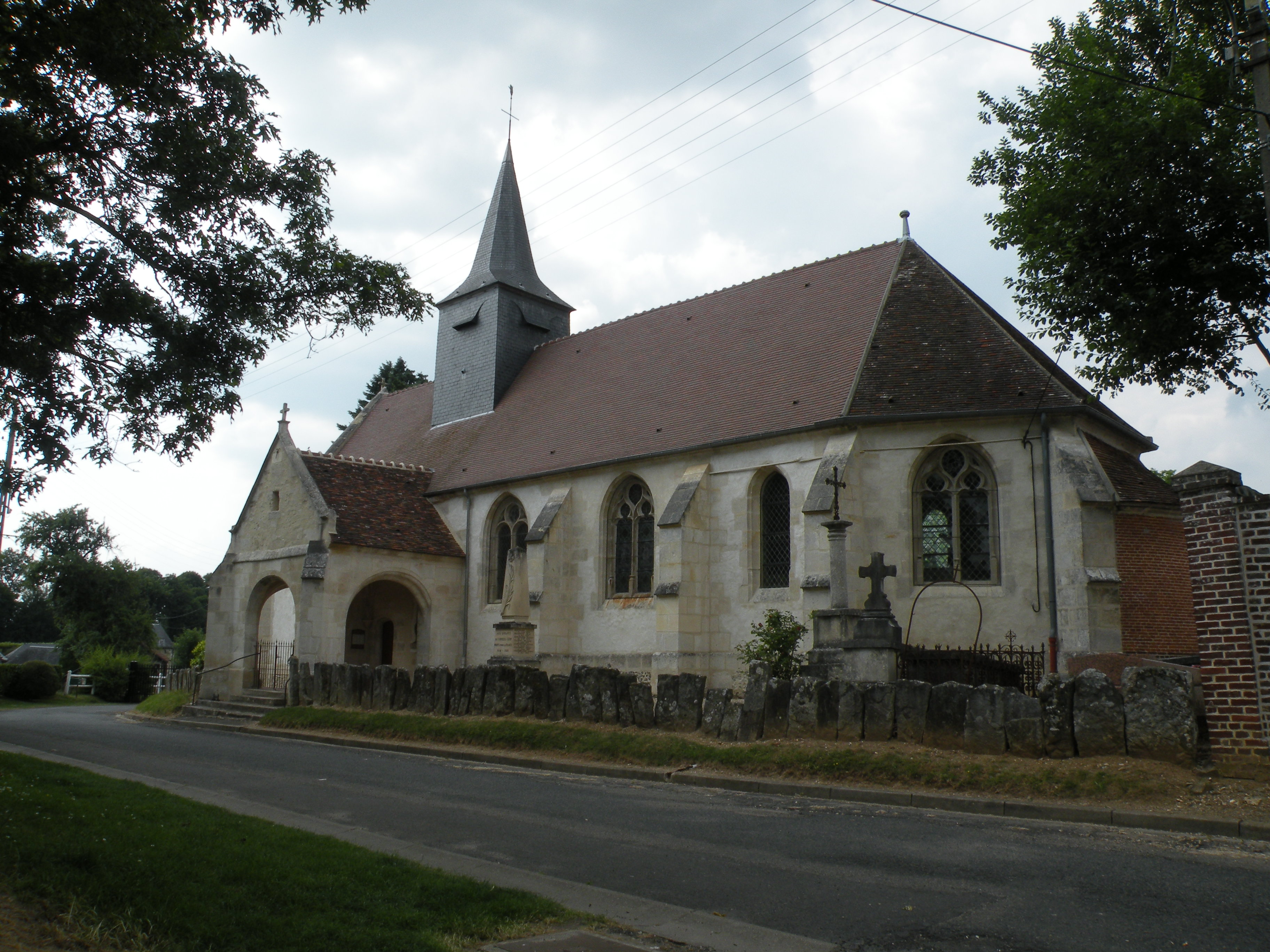
Kirche Sainte-Honorine
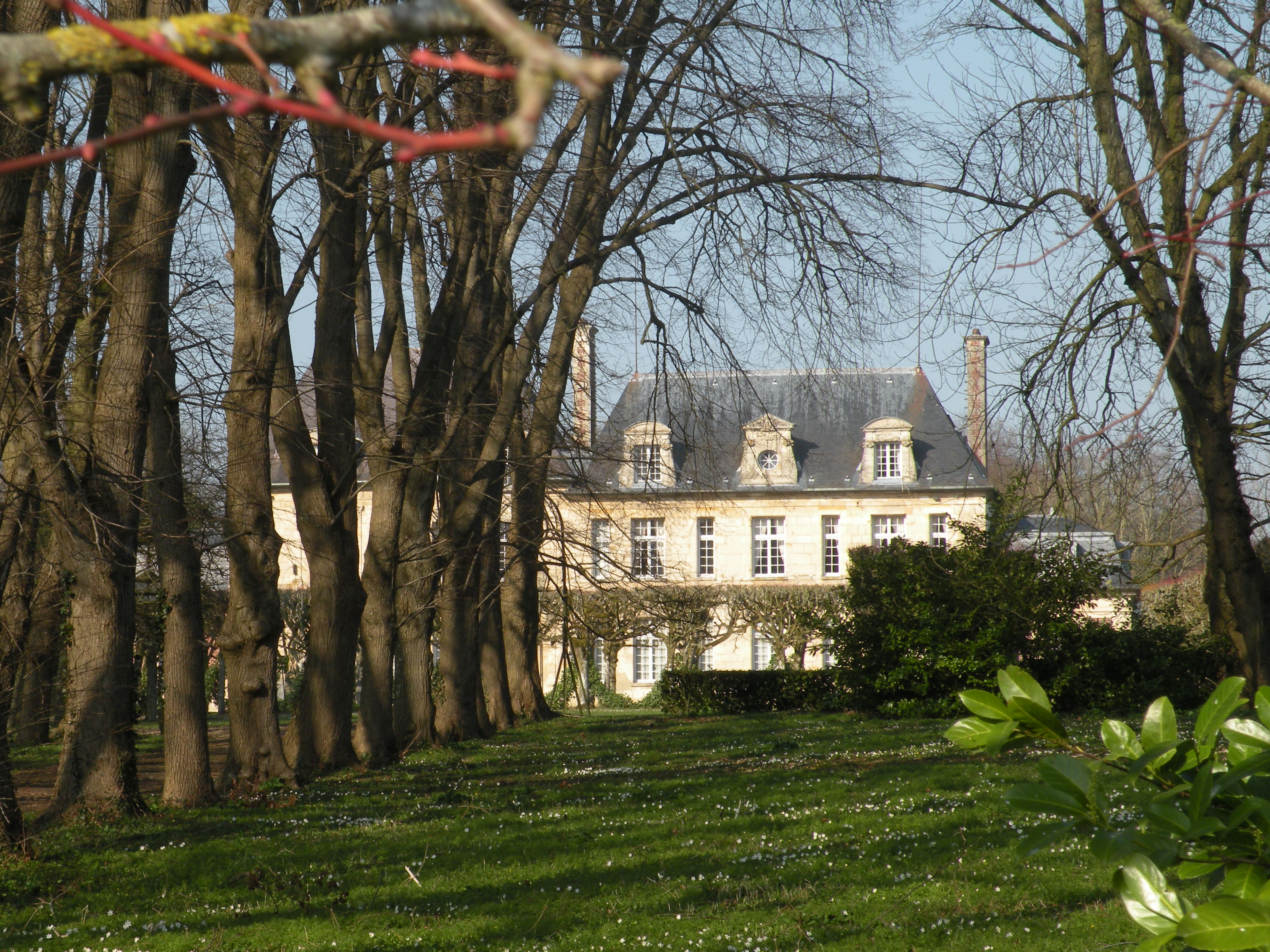
Schloss
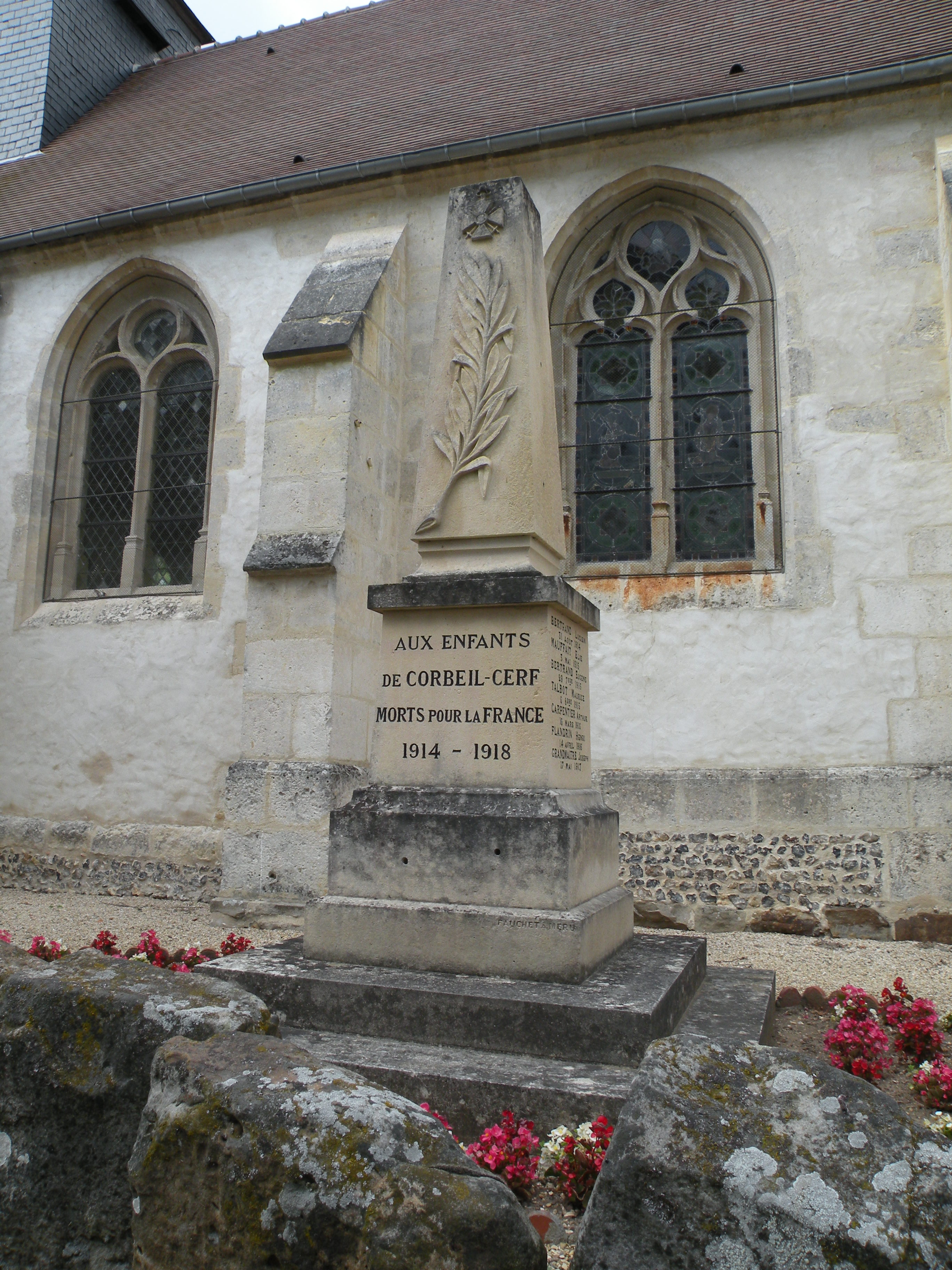
Gefallenendenkmal